# Melitaea brunnea
Melitaea brunnea är en fjärilsart som beskrevs av Van Oorschot 1966. Melitaea brunnea ingår i släktet Melitaea och familjen praktfjärilar. Inga underarter finns listade i Catalogue of Life.